# Большой Кулянур (Пижанский район)
 Большой Кулянур  — деревня в Пижанском муниципальном округе Кировской области.

## География
Расположена на расстоянии примерно 9 километрах по прямой на юго-запад от райцентра посёлка Пижанка.

## История
Известна с 1873 года как деревня Мирянга, где дворов 77 и жителей 557, в 1905 (уже починок Большой Кулянур) 28 и 159, в 1926 37 и 170 (166 мари), в 1950 39 и 124, в 1989 году 34 жителя. До 2020 года входила в состав Пижанского городского поселения до его упразднения.

## Население
Постоянное население составляло 30 человек (мари 100%) в 2002 году, 21 в 2010.